# 커뮤니티 페이퍼
커뮤니티 페이퍼(community paper)는 지역 사회와 상업체에 공통적인 서비스를 공유하는 일련의 출판물을 말한다.
현대사회는 지역사회의 붕괴가 진행되어 전국적 획일화와 대중사회적 상황이 형성되어가고 있는 중이지만 이러한 경향과는 대조적으로 한편에서는 지역사회의 이익추구를 위한 지역 내의 협조와 원활한 커뮤니케이션을 목적으로 커뮤니티 페이퍼가 많이 나오고 있다. 미국의 대도시 교외지역과 지방 소도시에서 발행되는 이러한 신문들은 그 커뮤니티에 밀착된 지면을 만들고 있는데 시카고 시내에서만 해도 84종류의 커뮤니티 페이퍼가 있으며 이보다 더 넓은 시카고 메트로폴리탄 에어리어(Chicago Metropolitan Area)에는 181개나 발행되고 있다. 이러한 신문들은 모두 의식적으로 그 지역사회와의 연계성을 심화시키는 방향으로 제작되고 있으며 기자가 직접 시민 속에 파고 들어가 독자로 하여금 신문제작에의 참여의식을 높여 매우 섬세한 지면제작에 노력하고 있다. 이러한 지역사회와의 밀착성을 강조하는 제작태도는 지방지의 새로운 방향을 제시해주는 것으로서 주목되고 있다. 우리나라에서는 외국에서 보는 바와 같이 지역사회의 형성이 완수되어 있지 않고 아울러 일반적으로 국민성이 중앙지향적 경향이 농후하여 이러한 커뮤니티 페이퍼의 성립은 당분간 어려울 것으로 짐작된다.